# أموس ووكر باربر
أموس ووكر باربر (بالإنجليزية: Amos Walker Barber) (من مواليد 25 يوليو 1861 - تُوفي في 18 مايو 1915) وهو جراح أمريكي وسياسي. وكان الحاكم الثاني لويومنغ بعد انضمام هذه الدولة إلى الاتحاد في عام 1890.

## حياته
ولد أموس باربر في دولستون، مقاطعة باكز (بنسيلفانيا)، إلى ألفريد هـ. باربر وأسيناث ووكر. بعد حضور باربر للمدارس المحلية، درس الأدب والطب في جامعة بنسيلفانيا.
بعد تخرجه في عام 1883، عمل باربر كطبيب في مستشفى بنسلفانيا، حتى انتقل إلى وايومنغ. تزوج أميليا كينت في عام 1892 وكان للزوجين طفلان.

## عمله
في عام 1885، انتقل باربر إلى وايومنغ لتولي منصب الجراح المسؤول عن المستشفى العسكري في فورت فيترمان. تمت ترقيته إلى جراح في القوات البرية للولايات المتحدة ورافق بعثة الجنرال جورج كروك إلى أريزونا، ثم تم تعيينه للعمل في فورت د. أ. راسل. وبعد استقالته من القوات المسلحة الأمريكية، كان مسؤولا عن مستشفى جمعية وايومنغ للاوراق المالية. في عام 1889، بدأ ممارسة خاصة في شايان (وايومنغ).
في عام 1890، انتخب وزيراً في الحزب الجمهوري (الولايات المتحدة). إلا أنه بعد 11 شهرا فقط، استقال حاكمها فرانسيس امروي وارن ليشغل مقعداً في مجلس الشيوخ الأمريكي في الولايات المتحدة، ثم عُين باربر إلى منصب الحاكم في 24 نوفمبر 1890. ودعا خلال إدارته قوات الدولة إلى إخماد الاندلاع الهندي وطلب المساعدة من أصحاب المواشي (WSGA) ورعاة البقر (أصحاب المزارع الصغيرة) في مقاطعة جونسون (وايومنغ) في عام 1892.عندما انتخب جون إيسبورن في 2 يناير 1893، واصل باربر منصب وزير الخارجية تحت أوزبورن حتى انتهت فترة ولايته في عام 1895 ثم عاد إلى شايان.
انضم إلى الجيش في عام 1898، وعمل جراح مساعد في الحرب الأمريكية الإسبانية. ثم عاد إلى ممارسة الطب في شايان.

## وفاته
توفي باربر في 18 مايو 1915.

## وصلات خارجية
- State biography
- ,  – University of Wyoming library entries
- Executive Officers of the States and Territories
- National Governors Association
- Wyoming Historical Society

| المناصب السياسية        | المناصب السياسية              | المناصب السياسية         |
| ----------------------- | ----------------------------- | ------------------------ |
| سبقه مكتب جديد          | وزير خارجية وايومنغ 1890–1895 | تبعه تشارلز دبليو بورديك |
| سبقه فرانسيس امروي وارن | حاكم وايومنغ 24 نوفمبر 1890   | تبعه جون إ. أوسبورن      |